# Conférence (poire)
Pour les articles homonymes, voir Conférence (homonymie).

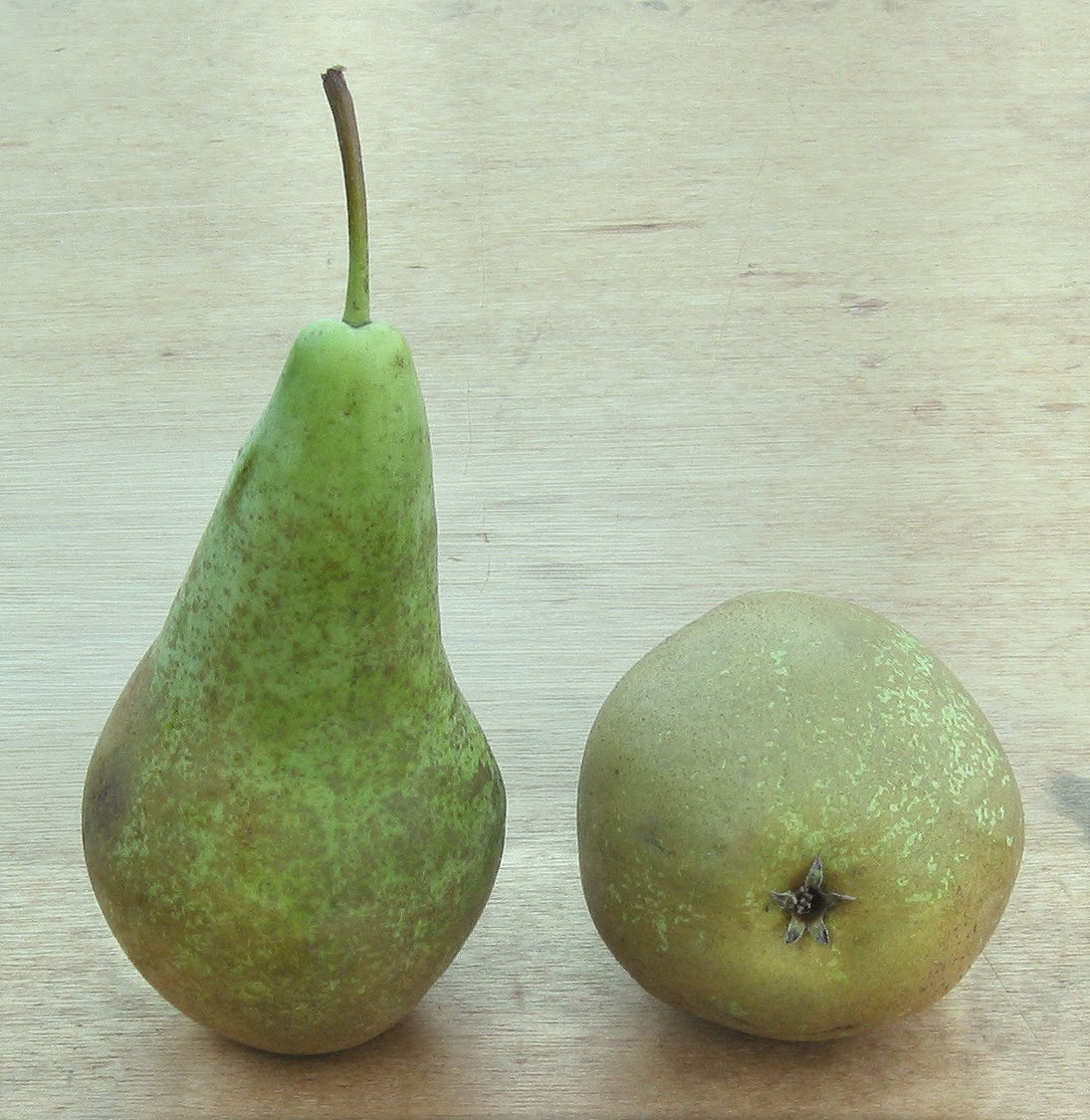
Poires Conférence.

La Conférence est un cultivar de poire d'automne qui doit son nom au fait qu'elle remporta le premier prix à la conférence nationale britannique de la poire à Londres en 1895.

## Origine
La variété a été obtenue en 1884 d'un semis de hasard du cultivar Léon Leclerc  de Laval. C'est une obtention de Thomas Rivers fils de Sawbridgeworth (Angleterre). Son baptême remonte à 1895, à la suite de la conférence nationale britannique de la poire qui s'est tenue à Londres, cette année-là.

## Fruit description
La poire Conférence est une poire à couteau allongée en forme de bouteille, de taille moyenne.
Le fruit, à l'épiderme épais, est de couleur vert-brun, devenant jaune pâle à maturité. La chair est blanche, mais passe au jaune pâle lorsque la poire est mûre. De saveur très fine et douce, la Conférence est succulente et fond dans la bouche.
La partie brune, appelée russet ou russeting, est plus ou moins importante en fonction des conditions météo.

### Récolte
Elle se pratique du 20 septembre au 10 octobre, avec des différences dues aux situations plus ou moins nordiques.

### Maturité
Elle est atteinte du 15 octobre au 10 novembre.

## Culture
Cette variété de poirier est reconnue pour sa grosse fructification que l’on peut déguster jusqu’en janvier si on la conserve au frais dans un réfrigérateur ou une cave aérée. On retrouve ce poirier à peu près partout en France grâce à son adaptation facile mais il trouve une place privilégiée sur des terrains pas trop calcaires, ensoleillés, riches et frais. C’est un arbre fruitier particulièrement résistant, surtout face à la tavelure.
Cette variété développe facilement des fruits parthénocarpiques, ce qui permet d'obtenir une production même lorsque le gel de printemps, par exemple, a détruit les ovules de la fleur.
Pour greffer les poiriers, on peut utiliser un cognassier de Provence comme porte-greffe.
La production sera favorisée par la présence de variétés pollinisatrices telles la poire 'Bon-Chrétien Williams'.

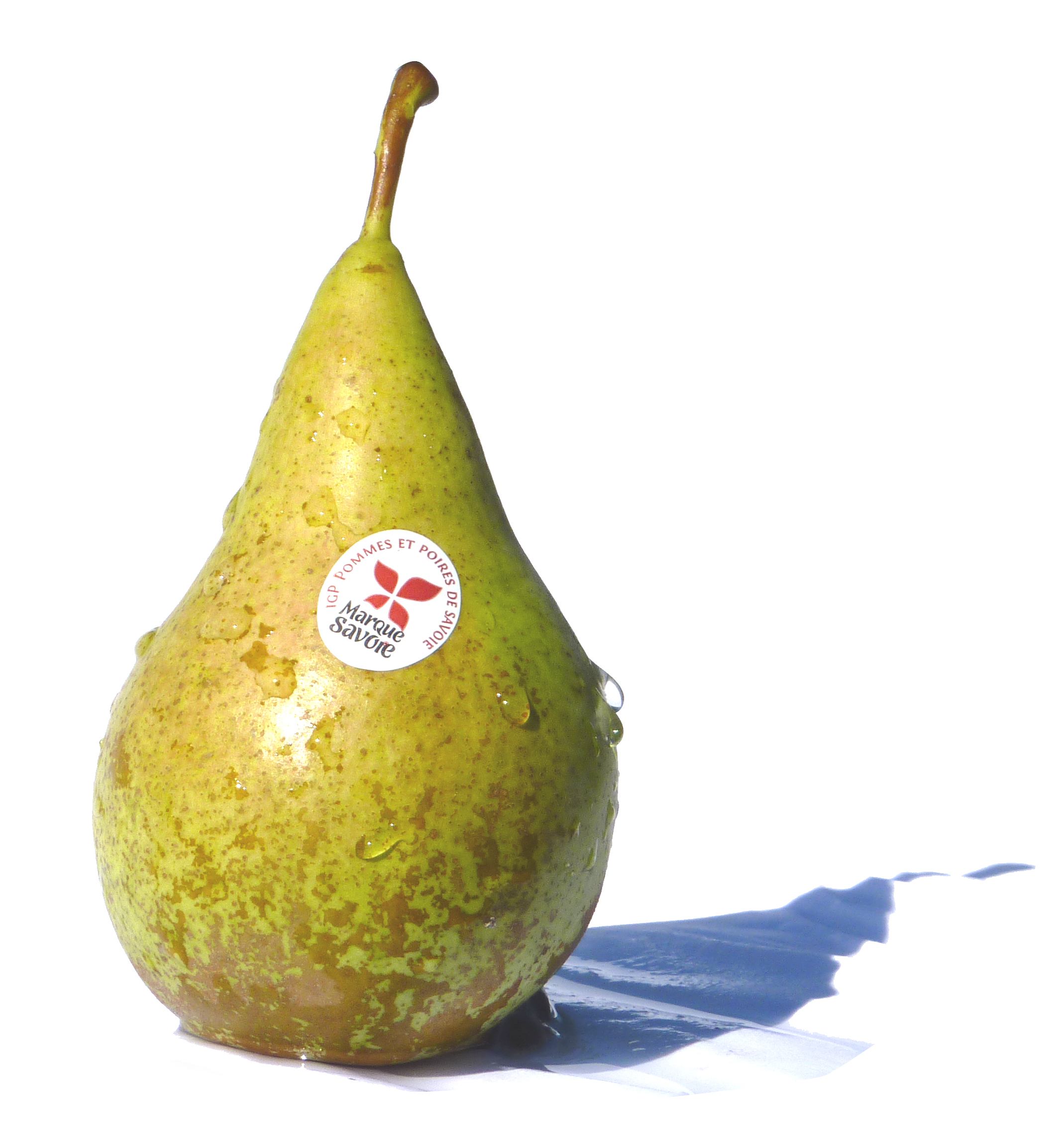
Poire Conférence IGP Savoie.

## Bassin de production
En France, les bassins de production de cette variété sont surtout dans le nord (Loire, Nord, Picardie) et dans les Alpes (les Savoie et un peu les Alpes du Sud). Il existe une très forte concurrence au niveau de la production européenne principalement des pays frontaliers (dans l'ordre[réf. nécessaire] : Pays-Bas, Belgique, Espagne et Italie).
Les qualités gustatives des Conférences cultivées en Savoie, ont été reconnues en 1996 par une IGP (Indication géographique protégée). C'est en 2012 la seule IGP obtenue par une poire en France.
Le code PLU de la Conférence est #3017.

## Variétés
- Conférence bronzée.
- Conférence X doyenné de Mouchy.